# برناردو فریزونی
برناردو فریزونی (به پرتغالی: Bernardo Frizoni Da Cruz Diás) هافبک اهل برزیل است که در شهر Volta Redonda و در تاریخ ۱۲ مارس ۱۹۹۰ به دنیا آمده‌است.
برناردو فریزونی در تیم‌های فوتبال Honvéd II سابقهٔ حضور دارد.